# Альберт П'юн
Альберт П'юн (англ. Albert Pyun; 19 травня 1954 — 26 листопада 2022) — американський кінорежисер, сценарист та продюсер.

## Біографія
Альберт П'юн народився 19 травня 1954 року на Гаваях, США. Альберт зняв багато малобюджетних кінофільмів, у тому числі фільми які виходили одразу на відео. Знімає кіно про бойові мистецтва, в жанрі фантастики та фентазі. У восьмирічному віці він почав знімати фільми на 8-міліметрову камеру своїх батьків. Альберт почав трудитися в кіноіндустрії з 18 років. У 19 років він став продюсером і режисером реклами в Гонолулу. Приїхавши в США, П'юн зняв понад 300 рекламних роликів. У 17-річному віці П'юн приїхав в Японію, де йому пощастило попрацювати та повчитися в Акіри Куросави, Тосіро Міфуне і легендарного оператора Такао Саїто. Перший фільм режисера «Меч і чаклун» (1982) зібрав по всьому світу понад 40 мільйонів доларів при бюджеті 100 тисяч.

## Фільмографія
| Рік       |    | Українська назва                  | Оригінальна назва                  | Роль               |
| --------- | -- | --------------------------------- | ---------------------------------- | ------------------ |
| 2014      | ф  | Повстання кіборгів                | Cyborg Nemesis                     | режисер            |
| 2010      | ф  | Казки про стародавню імперію      | Tales of an Ancient Empire         | режисер            |
| 2010      | ф  | Обличчям до кулі                  | Bulletface                         | режисер            |
| 2008      | ф  | Дорога в пекло                    | Road to Hell                       | режисер            |
| 2007      | ф  | Покинутий вмирати                 | Left for Dead                      | режисер            |
| 2006      | в  | Холодне повітря                   | Cool Air                           | режисер            |
| 2005      | ф  | Інфекція                          | Infection                          | режисер            |
| 2004      | ф  | Макс-руйнівник: Прокляття дракона | Max Havoc: Curse of the Dragon     | режисер            |
| 2003      | в  | Заключний іспит                   | Final Examination                  | продюсер           |
| 2003      | в  | Погана справа                     | Bad Bizness                        | режисер, продюсер  |
| 2001      | ф  | Годинниковий механізм             | Ticker                             | режисер, продюсер  |
| 2000      | ф  | Команда руйнівників               | The Wrecking Crew                  | режисер            |
| 1999      | ф  | Продажний                         | Corrupt                            | режисер            |
| 1999      | в  | Чорний ангел                      | Urban Menace                       | режисер            |
| 1998      | ф  | Чаклуни                           | Sorcerers                          | режисер, монтажер  |
| 1998      | ф  | Після смерті                      | Postmortem                         | режисер            |
| 1997      | в  | Божевільна шістка                 | Crazy Six                          | режисер            |
| 1997      | ф  | Круті стволи                      | Mean Guns                          | режисер            |
| 1997      | ф  | Вибух                             | Blast                              | режисер            |
| 1996      | в  | Немезида 4: Ангел смерті          | Nemesis 4: Death Angel             | режисер, сценарист |
| 1996      | ф  | Солдат апокаліпсису               | Omega Doom                         | режисер, сценарист |
| 1996      | ф  | Адреналін: Страх гонитви          | Adrenalin: Fear the Rush           | режисер, сценарист |
| 1996      | тф | Чорний яструб                     | Raven Hawk                         | режисер            |
| 1996      | в  | Немезида 3: Важка здобич          | Nemesis III: Prey Harder           | режисер, сценарист |
| 1994—1995 | с  | Автомобільний кінотеатр Джо Боба  | Joe Bob's Drive-In Theater         | режисер            |
| 1995      | в  | Немезида 2: Небюла                | Nemesis 2: Nebula                  | режисер, сценарист |
| 1995      | ф  | Людина проти кіборга              | Heatseeker                         | режисер, сценарист |
| 1995      | ф  | Злючка                            | Spitfire                           | режисер, сценарист |
| 1994      | ф  | Гонконг 97                        | Hong Kong 97                       | режисер            |
| 1994      | ф  | Кікбоксер 4: Агресор              | Kickboxer 4: The Aggressor         | режисер, сценарист |
| 1993      | ф  | Лицарі                            | Knights                            | режисер, сценарист |
| 1993      | в  | Аркада                            | Arcade                             | режисер            |
| 1993      | в  | Вибий мізки: Історія кохання      | Brain Smasher... A Love Story      | режисер, сценарист |
| 1992      | ф  | Немезида                          | Nemesis                            | режисер            |
| 1992      | ф  | Хитрощі                           | Deceit                             | режисер            |
| 1992      | с  | П'ятий кут                        | The Fifth Corner                   | режисер            |
| 1991      | в  | Лялькова людина                   | Dollman                            | режисер, актор     |
| 1991      | ф  | Кривава змова                     | Bloodmatch                         | режисер, продюсер  |
| 1991      | ф  | Кікбоксер 2: Дорога назад         | Kickboxer 2: The Road Back         | режисер            |
| 1990      | ф  | Капітан Америка                   | Captain America                    | режисер            |
| 1989      | ф  | Кіборг                            | Cyborg                             | режисер            |
| 1989      | ф  | Подорож до центру Землі           | Journey to the Center of the Earth | режисер            |
| 1988      | ф  | Інопланетянка із Лос-Анджелеса    | Alien from L.A.                    | режисер, сценарист |
| 1987      | ф  | Вниз по витій                     | Down Twisted                       | режисер, сценарист |
| 1986      | ф  | Порочні губи                      | Vicious Lips                       | режисер, сценарист |
| 1986      | ф  | В небезпечній близькості          | Dangerously Close                  | режисер            |
| 1985      | ф  | Радіоактивні мрії                 | Radioactive Dreams                 | режисер, сценарист |
| 1982      | ф  | Меч і чаклун                      | The Sword and the Sorcerer         | режисер, сценарист |